# La Rambla (Palma)
La Rambla és un passeig de la ciutat de Palma, a Mallorca. Es va construir a l'antic llit del torrent de la Riera, que fou desviat al que avui s'anomena Passeig Mallorca. El passeig comença a la intersecció del Carrer dels Oms, la Via Roma i el carrer Baró de Pinopar i acaba prop del Teatre Principal, a les escales que pugen cap a la plaça major.
Consta d'un passeig central per a vianants i de dos vials per al trànsit rodat a cada costat del passeig, un per a cada sentit de la circulació. Al passeig hi ha una desena de quioscs de propietat municipal que es troben en règim de concessió per a vendre plantes i flors.
Durant uns anys fou anomenada oficialment Rambla dels Ducs de Palma, ja que el Rei d'Espanya atorgà el títol de Ducs de Palma a Cristina de Borbó i de Grècia i Iñaki Urdangarín i poc després, l'Ajuntament de Palma reanomenà el Passeig. El 30 de gener de 2013 l'ajuntament recuperà el nom tradicional en considerar que els ducs no havien mostrat pel títol el degut respecte, fent-se efectiu el canvi el 8 de febrer.